# Down on the Farm
Pour les articles homonymes, voir Down on the Farm (homonymie).
Pour plus de détails, voir Fiche technique et Distribution.
Down on the Farm (ou Speaking of Animals Down on the Farm) est un court métrage d'animation américain réalisé par Tex Avery en 1941. Il a été nommé pour un Academy Award lors de la 14e cérémonie des Oscars pour le meilleur court métrage en prises de vues réelles.